# Campionato FIA di Formula 2 (2009-2012) 2012
La stagione 2012 del Campionato FIA di Formula 2 (2012 FIA Formula Two Championship) è stata la quarta della categoria. Il campionato è iniziato il 14 aprile con un weekend di gare sul Circuito di Silverstone, e termina il 30 settembre, dopo 8 doppi appuntamenti, con un fine settimana sul Circuito di Monza. Il campionato è stato vinto dal pilota britannico Luciano Bacheta.

## La pre-stagione

### Calendario
Il calendario è stato reso noto il 7 dicembre 2011; gli appuntamenti restano 8, con un totale di sedici prove.
| Gara | Gara | Circuito                                     | Giri | Lunghezza                  | Data         | Ora   | Supporto |
| ---- | ---- | -------------------------------------------- | ---- | -------------------------- | ------------ | ----- | -------- |
| 1    | G1   | Circuito di Silverstone                      | 21   | 21 × 5,891 km =123,711 km  | 14 aprile    | 13:45 |          |
| 1    | G2   | Circuito di Silverstone                      | 21   | 21 × 5,891 km =123,711 km  | 15 aprile    | 14:05 |          |
| 2    | G1   | Autódromo Internacional do Algarve, Portimão | 22   | 22 × 4,692 km =103,224 km  | 28 aprile    | 13:45 |          |
| 2    | G2   | Autódromo Internacional do Algarve, Portimão | 22   | 22 × 4,692 km =103,224 km  | 29 aprile    | 14:00 |          |
| 3    | G1   | Nürburgring                                  | 20   | 20 × 5,148 km = 102,960 km | 26 maggio    | 13:40 |          |
| 3    | G2   | Nürburgring                                  | 19   | 19 × 5,148 km = 97,812 km  | 27 maggio    | 14:30 |          |
| 4    | G1   | Circuito di Spa-Francorchamps                | 17   | 17 × 7,005 km = 119,100 km | 23 giugno    | 14:00 |          |
| 4    | G2   | Circuito di Spa-Francorchamps                | 17   | 17 × 7,005 km = 119,100 km | 24 giugno    | 14:15 |          |
| 5    | G1   | Circuito di Brands Hatch                     | 23   | 23 × 4,206 km = 96,738 km  | 14 luglio    | 13:45 |          |
| 5    | G2   | Circuito di Brands Hatch                     | 28   | 28 × 4,206 km = 117,768 km | 15 luglio    | 14:40 |          |
| 6    | G1   | Circuito Paul Ricard, Le Castellet           | 19   | 19 × 5,809 km = 110,371 km | 21 luglio    | 13:50 |          |
| 6    | G2   | Circuito Paul Ricard, Le Castellet           | 19   | 19 × 5,809 km = 110,371 km | 22 luglio    | 14:30 |          |
| 7    | G1   | Hungaroring, Mogyoród                        | 22   | 22 × 4,381 km = 96,382 km  | 8 settembre  | 13:50 |          |
| 7    | G2   | Hungaroring, Mogyoród                        | 22   | 22 × 4,381 km = 96,382 km  | 9 settembre  | 14:30 |          |
| 8    | G1   | Autodromo Nazionale Monza                    | 21   | 21 × 5,793 km = 121,653 km | 29 settembre | 14:30 |          |
| 8    | G2   | Autodromo Nazionale Monza                    | 21   | 21 × 5,793 km = 121,653 km | 30 settembre | 15:00 |          |

### Test
| Circuito                | Data     | Pilota più veloce | Tempo    |
| ----------------------- | -------- | ----------------- | -------- |
| Circuito di Silverstone | 28 marzo | Markus Pommer     | 1'48"272 |

### Accordi e fornitori
Da questa stagione il fornitore unico degli pneumatici diventa la giapponese Yokohama, che sostituisce la britannica Avon.

## Piloti
| Nr. | Pilota               | Sponsor                                      | Weekend di gare |
| --- | -------------------- | -------------------------------------------- | --------------- |
| 3   | Max Snegirev         | Klaxon/London School of Business and Finance | 2-5, 7-8        |
| 4   | Luciano Bacheta      | Comma/Trade Links                            | Tutti           |
| 5   | Parthiva Sureshwaren | LycaMobile                                   | 1-4             |
| 6   | Vittorio Ghirelli    |                                              | 4               |
| 7   | David Zhu            | KRC (Kang's Racing Company)                  | Tutti           |
| 8   | Plamen Kralev        | Bulgarian State/Kram Complex/BRP             | Tutti           |
| 9   | Mihai Marinescu      | Visit Romania                                | Tutti           |
| 10  | Alex Fontana         | VFP/Teleticino/Lista Office                  | Tutti           |
| 11  | Kourosh Khani        | Tornado Racer/Sports Tracker                 | 1-2, 4-5        |
| 12  | Mathéo Tuscher       |                                              | Tutti           |
| 13  | José Luis Abadín     | Gadis/Ourensen/Anpian/Racing For Galicia     | 1               |
| 14  | Mauro Calamia        |                                              | 1-6             |
| 15  | Victor Guerin        |                                              | 2               |
| 18  | Dino Zamparelli      | Vibe Energy Gum                              | Tutti           |
| 19  | Christopher Zanella  | Star Group/Sodecia                           | Tutti           |
| 20  | Daniel McKenzie      | Enghouse Interactive                         | Tutti           |
| 22  | Axcil Jefferies      | Visit Zimbabwe                               | 3-8             |
| 23  | Samuele Buttarelli   | Mc Team                                      | 1               |
| 24  | Kevin Mirocha        | Polsat                                       | Tutti           |
| 27  | Markus Pommer        | Live-Strip.com                               | Tutti           |
| 33  | Harald Schlegelmilch |                                              | 8               |
| 35  | Hector Hurst         | Seahorse International Sailing               | Tutti           |
| 51  | Richard Gonda        |                                              | 7               |

## Circuiti e gare
Nel calendario entrano per la prima volta l'Hungaroring e il Circuito Paul Ricard e torna il circuito portoghese dell'Algarve; escono il Red Bull Ring, il Circuito di Magny-Cours e quello di Barcellona.

## Copertura televisiva
Il campionato viene trasmesso da Motors TV che trasmette le gare in diretta per l'Europa.

## Premi
Oltre al tradizionale test premio su una F1 della Williams, il Campionato di Formula 2 offrirà la Superlicenza FIA ai primi tre classificati della stagione e, al 2° e al 3° arrivato, un test su una vettura di GP2.
Inoltre, i concorrenti che avranno precedentemente corso meno di 2 gare di Formula 2 (intese come week-end completi, per un totale di 4 corse) saranno ammessi al "Premio esordienti". Il vincitore del Premio esordienti sarà il rookie che, in classifica generale, avrà ottenuto il maggior numero di punti. Avrà, come premio, due giorni di test post-stagionali "bonus" da svolgersi su un circuito europeo, che avranno come scopo una sua miglior preparazione per la successiva stagione in F2.

## Riassunto della stagione

### Test
| Circuito                                     | Data                            | Pilota più veloce | Tempo    | Giri |
| -------------------------------------------- | ------------------------------- | ----------------- | -------- | ---- |
| Autódromo Internacional do Algarve, Portimão | 26 aprile (prima sessione)      | Markus Pommer     | 1'49"798 | 19   |
| Autódromo Internacional do Algarve, Portimão | 26 aprile (seconda sessione)    | Markus Pommer     | 1'48"398 | 20   |
| Autódromo Internacional do Algarve, Portimão | 26 aprile (terza sessione)      | Markus Pommer     | 1'35"265 | 16   |
| Autódromo Internacional do Algarve, Portimão | 26 aprile (quarta sessione)     | Mihai Marinescu   | 1'35"871 | 15   |
| Circuito di Spa-Francorchamps                | 19 giugno                       | Luciano Bacheta   | 2'07"463 | 41   |
| Autodromo Nazionale Monza                    | 27 settembre (prima sessione)   | Mihai Marinescu   | 1'40"706 | 22   |
| Autodromo Nazionale Monza                    | 27 settembre (seconda sessione) | Alex Fontana      | 1'38"068 | 28   |

## Risultati e classifiche

### Risultati
| Gara | Gara | Circuito     | Tempo     | Velocità     | Pole Position       | GPV                 | Vincitore           |
| ---- | ---- | ------------ | --------- | ------------ | ------------------- | ------------------- | ------------------- |
| 1    | G1   | Silverstone  | 38'35"237 | 192,36 km/h  | Mathéo Tuscher      | Mihai Marinescu     | Luciano Bacheta     |
| 1    | G2   | Silverstone  | 38'27"118 | 193,02 km/h  | Mihai Marinescu     | Luciano Bacheta     | Luciano Bacheta     |
| 2    | G1   | Portimão     | 35'19"878 | 175,008 km/h | Luciano Bacheta     | Mathéo Tuscher      | Luciano Bacheta     |
| 2    | G2   | Portimão     | 35'42"111 | 173,191 km/h | Mathéo Tuscher      | Luciano Bacheta     | Luciano Bacheta     |
| 3    | G1   | Nürburgring  | 37'00"053 | 166,958 km/h | Mihai Marinescu     | Mihai Marinescu     | Mihai Marinescu     |
| 3    | G2   | Nürburgring  | 34'62"831 | 168,252 km/h | Christopher Zanella | Christopher Zanella | Christopher Zanella |
| 4    | G1   | Spa          | 36'38"117 | 195,00 km/h  | Markus Pommer       | Markus Pommer       | Markus Pommer       |
| 4    | G2   | Spa          | 9'38"007  | 130,90 km/h  | Luciano Bacheta     | Luciano Bacheta     | Luciano Bacheta     |
| 5    | G1   | Brands Hatch | 41'23"945 | 123,437 km/h | Luciano Bacheta     | Mihai Marinescu     | Kevin Mirocha       |
| 5    | G2   | Brands Hatch | 37'49"862 | 164,443 km/h | Mihai Marinescu     | Christopher Zanella | Mihai Marinescu     |
| 6    | G1   | Le Castellet | 39'11"727 | 169,915 km/h | Mathéo Tuscher      | Christopher Zanella | Mathéo Tuscher      |
| 6    | G2   | Le Castellet | 37'08"254 | 179,331 km/h | Markus Pommer       | Luciano Bacheta     | Markus Pommer       |
| 7    | G1   | Budapest     | 36'11"949 | 162,480 km/h | Kevin Mirocha       | Alex Fontana        | Alex Fontana        |
| 7    | G2   | Budapest     | 35'53"761 | 162,226 km/h | Markus Pommer       | Markus Pommer       | Markus Pommer       |
| 8    | G1   | Monza        | 41'36"553 | 175,423 km/h | Mathéo Tuscher      | Christopher Zanella | Mathéo Tuscher      |
| 8    | G2   | Monza        | 35'20"423 | 206,540 km/h | Markus Pommer       | Luciano Bacheta     | Christopher Zanella |

### Classifica piloti
Il sistema di punteggio adottato è lo stesso della Formula 1, ma vengono scartati i due peggiori risultati:
| Sistema di punteggio | Sistema di punteggio | Sistema di punteggio | Sistema di punteggio | Sistema di punteggio | Sistema di punteggio | Sistema di punteggio | Sistema di punteggio | Sistema di punteggio | Sistema di punteggio | Sistema di punteggio |
| Posizione            | 1º                   | 2º                   | 3º                   | 4º                   | 5º                   | 6º                   | 7º                   | 8º                   | 9º                   | 10º                  |
| -------------------- | -------------------- | -------------------- | -------------------- | -------------------- | -------------------- | -------------------- | -------------------- | -------------------- | -------------------- | -------------------- |
| Punti                | 25                   | 18                   | 15                   | 12                   | 10                   | 8                    | 6                    | 4                    | 2                    | 1                    |

| Pos | Pilota               | SIL | SIL | ALG | ALG | NÜR | NÜR | SPA | SPA | BRH | BRH | LEC | LEC | HUN | HUN | MZA | MZA | Punti         |
| --- | -------------------- | --- | --- | --- | --- | --- | --- | --- | --- | --- | --- | --- | --- | --- | --- | --- | --- | ------------- |
| 1   | Luciano Bacheta      | 1   | 1   | 1   | 1   | 2   | 6   | Rit | 1   | 3   | 6   | 2   | 5   | 3   | (8) | 4   | 3   | 231,5 (235,5) |
| 2   | Mathéo Tuscher       | 6   | 5   | 2   | 2   | 5   | 3   | 3   | 8   | 2   | Rit | 1   | 2   | Rit | 2   | 1   | 5   | 210           |
| 3   | Christopher Zanella  | 2   | (8) | 6   | 4   | 3   | 1   | 5   | 4   | 6   | 2   | (8) | 3   | 5   | 6   | 2   | 1   | 196 (204)     |
| 4   | Markus Pommer        | 8   | 7   | 4   | 3   | 9   | 4   | 1   | 2   | 5   | 5   | 5   | 1   | NC  | 1   | 8   | 14  | 169           |
| 5   | Mihai Marinescu      | 4   | 2   | 10  | Rit | 1   | 2   | 4   | 12  | 4   | 1   | 7   | 7   | Rit | 7   | 6   | 4   | 161           |
| 6   | Kevin Mirocha        | 12  | 11  | 3   | 8   | 4   | 10  | Rit | 3   | 1   | 4   | 6   | 4   | 2   | 4   | 3   | 2   | 159,5         |
| 7   | Alex Fontana         | 3   | 3   | 7   | 10  | 6   | 5   | 8   | 5   | Rit | 7   | 14  | Rit | 1   | 5   | 9   | 6   | 115           |
| 8   | Dino Zamparelli      | 9   | 6   | 8   | 5   | 13  | 7   | 7   | 10  | Rit | 3   | 4   | 6   | 6   | 3   | 7   | 7   | 106,5         |
| 9   | Daniel McKenzie      | 5   | 4   | 13  | 6   | 8   | 8   | 2   | 18  | 10  | 8   | 3   | 8   | 4   | 9   | 11  | 10  | 95            |
| 10  | Hector Hurst         | 7   | 10  | 9   | 7   | 10  | 11  | 9   | 9   | 7   | 12  | 9   | Rit | Rit | 14  | Rit | Rit | 27            |
| 11  | David Zhu            | 11  | 9   | 5   | 12  | 7   | 9   | 10  | 13  | Rit | 13  | 13  | 12  | 10  | 11  | 12  | 11  | 22            |
| 12  | Axcil Jefferies      |     |     |     |     | 14  | NP  | Rit | 7   | 8   | 9   | 10  | 10  | Rit | 10  | 10  | 8   | 17            |
| 13  | Harald Schlegelmilch |     |     |     |     |     |     |     |     |     |     |     |     |     |     | 5   | 9   | 12            |
| 14  | Vittorio Ghirelli    |     |     |     |     |     |     | 6   | 6   |     |     |     |     |     |     |     |     | 12            |
| 15  | Max Snegirev         |     |     | 17  | 15  | Rit | 14  | Rit | 16  | Rit | 14  |     |     | 7   | 15  | 14  | 12  | 6             |
| 16  | Richard Gonda        |     |     |     |     |     |     |     |     |     |     |     |     | 8   | 12  |     |     | 4             |
| 17  | Plamen Kralev        | 15  | 15  | 15  | 13  | 11  | NP  | 13  | 17  | 11  | Rit | 12  | 9   | 9   | 13  | 13  | 13  | 4             |
| 18  | Mauro Calamia        | 14  | 12  | 12  | 11  | 15  | 13  | 12  | 14  | 9   | 11  | 11  | 11  |     |     |     |     | 2             |
| 19  | Victor Guerin        |     |     | 11  | 9   |     |     |     |     |     |     |     |     |     |     |     |     | 2             |
| 20  | Kourosh Khani        | 10  | 13  | 14  | Rit |     |     | Rit | 15  | Rit | 10  |     |     |     |     |     |     | 2             |
| 21  | Parthiva Sureshwaren | 16  | 14  | 16  | 14  | 12  | 12  | 11  | 11  |     |     |     |     |     |     |     |     | 0             |
| 22  | José Luis Abadín     | 13  | 16  |     |     |     |     |     |     |     |     |     |     |     |     |     |     | 0             |
| 23  | Samuele Buttarelli   | Rit | Rit |     |     |     |     |     |     |     |     |     |     |     |     |     |     | 0             |
| Pos | Pilota               | SIL | SIL | ALG | ALG | NÜR | NÜR | SPA | SPA | BRH | BRH | LEC | LEC | HUN | HUN | MZA | MZA | Punti         |

| Colore  | Risultato             |
| ------- | --------------------- |
| Oro     | Vincitore             |
| Argento | 2º posto              |
| Bronzo  | 3º posto              |
| Verde   | Finito a punti        |
| Blu     | Finito senza punti    |
| Viola   | Ritirato (Rit)        |
| Viola   | Non classificato (NC) |
| Rosso   | Non qualificato (NQ)  |
| Nero    | Squalificato (SQ)     |
| Bianco  | Non partito (NP)      |
| Bianco  | Non ha gareggiato     |
| Bianco  | Infortunato (INF)     |
| Bianco  | Escluso (ES)          |
| Bianco  | Gara cancellata (C)   |